# Ropica exigua
Ropica exigua là một loài bọ cánh cứng trong họ Cerambycidae.